# 許兆椿
許兆椿（1747年—1814年），字茂堂，号秋岩，湖北云梦人，中國清朝官員。

## 生平
乾隆三十七年（1772年）中进士，選庶吉士，散館授编修，是《四库全书》编纂者之一。改福建道監察御史，歷任松江府知府、江寧府知府、江南河库道，苏松粮储道，江西、浙江按察使，江宁布政使等職，升漕运总督，後改任刑部侍郎、浙江巡抚等职。嘉庆十四年四月二十三，由仓场侍郎调任廣西巡撫。嘉庆十四年十二月初六（1810年1月10日），调任漕运总督。嘉慶十九年甲戌五月卒，年六十八。有《秋水阁诗集》。